# Huang Shanshan
Huang Shanshan (chiń. upr. 黄珊汕; chiń. trad. 黃珊汕; pinyin Huáng Shānshàn; ur. 18 stycznia 1986 w Fujian) – chińska gimnastyczka, medalistka olimpijska, mistrzyni świata.
Najważniejszym osiągnięciem zawodniczki są dwa medale olimpijskie i dwa złote medale mistrzostw świata w Petersburgu (2009) w konkurencji skoków na trampolinie indywidualnie i drużynowo. Mistrzyni Igrzysk Azjatyckich 2006.

## Osiągnięcia
| Rok  | Zawody               | Miasto | Miejsce | Konkurencja              |
| ---- | -------------------- | ------ | ------- | ------------------------ |
| 2004 | Igrzyska olimpijskie | Ateny  | 3.      | Trampolina indywidualnie |
| 2012 | Igrzyska olimpijskie | Londyn | 2.      | Trampolina indywidualnie |